# División Arqueología del Museo de La Plata
La División Arqueología del Museo de La Plata es una de las quince divisiones o departamentos en los que se organiza el Museo de La Plata (Provincia de Buenos Aires, Argentina). Esta división en particular se encarga de la gestión cultural del patrimonio arqueológico que se encuentra dentro del Museo de La Plata; así como es el espacio donde se realizan investigaciones en gran parte de la Argentina e incluso en otros países.

## Historia
Desde su apertura, el Museo de La Plata estuvo organizado en cinco secciones: Antropología, Geología, Zoología, Paleontología y Botánica, a cargo de estudiosos extranjeros de distintas disciplinas científicas. Durante estos primeros años no había todavía una clara diferenciación en los temas investigados desde cada una de las Secciones, sino que se seguían los estudios de los jefes o miembros de las mismas. La función primordial era la clasificación de las colecciones para su exhibición y estudio, realizar expediciones y publicar trabajos científicos, fundamentalmente en revistas propias. Las primeras colecciones de la actual División Arqueología, fueron donadas por Francisco Pascasio Moreno y luego se incrementaron por los viajes exploratorios de varios naturalistas europeos, donaciones y algunas compras.

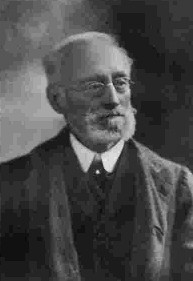
Samuel Lafone Quevedo.

En sus inicios la División Arqueología formaba parte de la Sección de Antropología y Arqueología, siendo sucedida, en 1897, por Roberto Lehmann Nitsche, quien dejó el cargo en 1906 cuando se nacionaliza el Museo y se crea la Universidad. Ese año asume la jefatura de la Sección Arqueología Samuel Lafone Quevedo hasta 1912, cuando renuncia para ser Director del Museo entre 1912 y 1920. En 1912 fue nombrado jefe de Sección Luis María Torres hasta el fallecimiento de Lafone Quevedo, ocurrido en 1920, asumiendo a su vez el cargo de director en ese año María Torres.
Durante las primeras décadas de existencia del Museo -tanto en su fase provincial como luego de la nacionalización- las colecciones arqueológicas estaban incorporadas a la Sección Arqueología, donde desarrollaron sus investigaciones destacados arqueólogos de Argentina, como Samuel Lafone Quevedo, Roberto Lehmann Nitsche, Luis María Torres, Félix Outes, Salvador Debenedetti, Milcíades Alejo Vignati. Otros investigadores que trabajaron en esta división a lo largo de los años han sido Eduardo M. Cigliano y Pedro Krapovickas.
En 1921 y en el marco de un reordenamiento organizativo del Museo de La Plata llevado a cabo durante la gestión de María Torres se crean los Departamentos de Arqueología y Etnografía, bajo su dirección. Este investigador impulsó una serie de reformas y ampliaciones del Departamento. Durante su gestión también se habilitan las salas de Arqueología y Etnografía, así como nuevas dependencias de trabajo. Al tiempo se realizan nuevas ampliaciones para albergar la colección Muñiz Barreto que fue adquirida por el Estado Nacional en 1933. Esta constituye la colección más importante de las adquiridas por el Museo de La Plata. Esta fue conformada durante una serie de campañas realizadas al Noroeste argentino entre 1919 y 1929 y está compuesta por 12.640 piezas que fueron obtenidas en excavaciones financiadas por el estanciero y coleccionista Benjamín Muñiz Barreto. Las excavaciones fueron emprendidas por el ingeniero alemán Vladimiro Weisser y la cooperación de Federico Wolters, entre otros. La gran mayoría procedían de Catamarca, Tucumán, Salta y Jujuy, así como algunas peruanas.
En 1933 asume de forma ad-honorem la jefatura del Departamento de Arqueología y Etnografía Fernando Márquez Miranda, ante la enfermedad que aquejaba a Torres, y recién sería nombrado titular en 1942. Este investigador asumiría la jefatura en tres oportunidades distintas, dependientes de los vaivenes políticos del país. Pero debido a haberse manifestado a favor de la reforma de 1918 fue exonerado durante la intervención del Museo y de las universidades nacionales, ocurrida en el primer gobierno de Juan Domingo Perón. Es por ello que en febrero de 1947 Torres es declarado cesante. Márquez Mirando fue un ferviente opositor a la intervención por la fuerza de las universidades, lo que determinó que incluso fuera detenido por un tiempo junto con un importante número de estudiantes en la Cárcel de los Encausados en Buenos Aires.

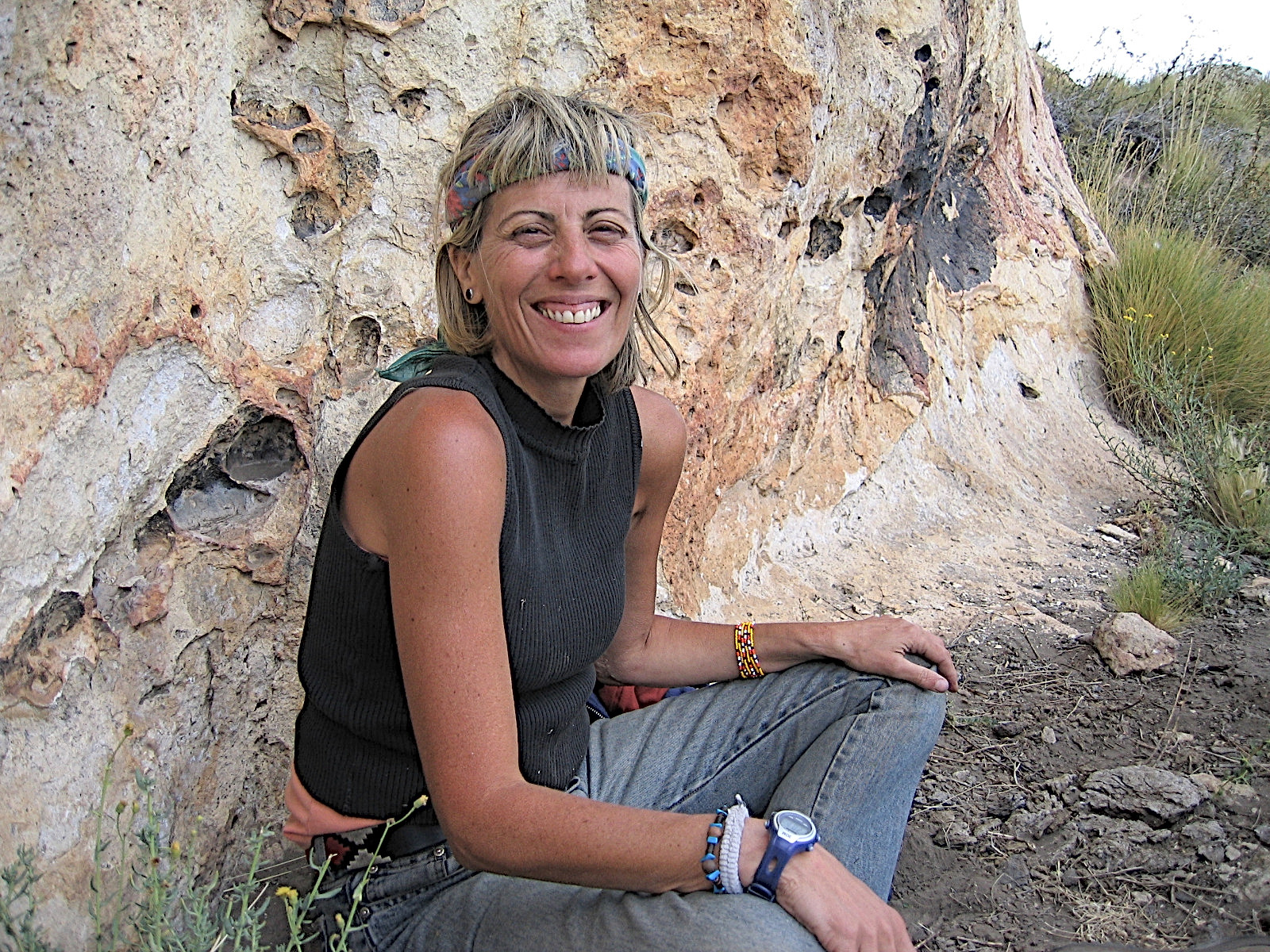
Laura Miotti, directora de la División arqueología desde el año 2015.

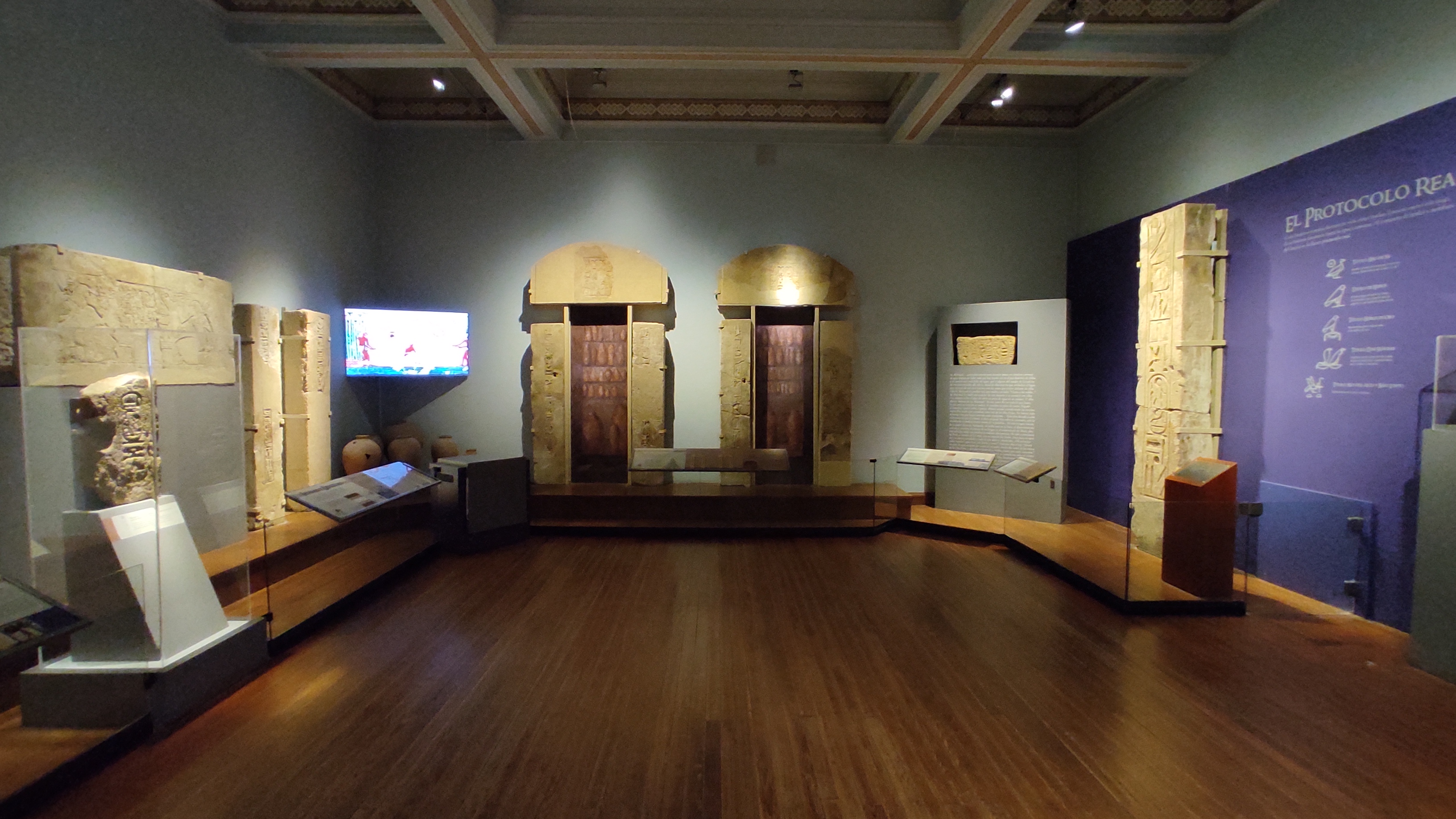
Vista de la Sala Egipcia en el Museo de La Plata.

Al alejarse Márquez Miranda, asumió interinamente el cargo de Jefe del Departamento de Arqueología y Etnografía, Micíades Alejo Vignati quien entonces era Jefe del Departamento de Antropología. Estuvo como director durante dos años. Este es sucedido en 1948 por Enrique Palavecino, quien asume la jefatura de Arqueología y Etnografía. Durante este periodo se produce un cambio organizativo, por lo que se pasa a denominar Divisiones a los antiguos Departamentos. En 1955, Palavecino es reemplazado nuevamente por Fernando Márquez Miranda en el marco del proceso de desperonización y “modernización” de la educación superior producido por la denominada Revolución Libertadora.
Durante esta gestión se desarmaría parte de las exhibiciones y cambios realizados por Palavecino. Sin embargo Márquez Miranda fallecería en 1961 y en su lugar asumiría la jefatura Alberto Rex González, quien había ganado el concurso para el cargo, generando una ardua disputa con Márquez Miranda desde fines de la década de 1950 hasta su muerte. A su vez, Rex González sería reemplazado provisoriamente por Eduardo M. Cigliano mientras realizaba excavaciones en Asuán (Egipto) en el año 1962. Años más tarde, sería nuevamente reemplazado por Cigliano entre 1976  y 1977 cuando Rex González es expulsado de la Universidad de La Plata durante el denominado Proceso de Reorganización Nacional. 
Hasta el año 1967 el Departamento Arqueología y Etnografía funcionó como tal, ya que en dicho año se produjo la división o separación entre una división Arqueología, que siguió bajo la dirección de Alberto Rex González; y la nueva División Etnografía, que quedó en manos de Armando Vivante.
En 1978 se produce un nuevo cambio, asumiendo la jefatura Bernardo Dougherty, cargo que ejerció hasta 1983. Esto se produjo por la expulsión del Museo de Alberto Rex González debido a sus posturas políticas y la represión ejercida por el gobierno militar. Durante su gestión se llevaron a cabo las remodelaciones de las salas de Arqueología Peruana y Argentina. Con el regreso de la democracia en 1983 asume por dos años la jefatura Rodolfo Raffino, siendo reemplazado en 1985 nuevamente por Bernardo Dougherty. Raffino asumió nuevamente ese cargo por concurso público de antecedentes y méritos en 1991, cargo que ocupó hasta su muerte en 2015. Durante su gestión, entre los años 1988 y 1999 la División pasó a ser Departamento Científico de Arqueología, volviendo luego a su denominación actual. Tras su muerte, asume la jefatura por primera vez una mujer: Laura Miotti; y, a su vez, también cuenta por primera vez con un jefe alterno: Mariano Bonomo.

### Lista de Directores de la Sección, Departamento y División Arqueología
| Nombre                              | Periodo       |
| ----------------------------------- | ------------- |
| Herman ten Kate                     | 1888-1897     |
| Roberto Lehmann Nitsche             | 1897-1906     |
| Samuel Lafone Quevedo               | 1912-1920     |
| Luis María Torres                   | 1920-1935     |
| Fernando Márquez Miranda            | 1935-1946     |
| Micíades Alejo Vignati (provisorio) | 1947-1948     |
| Enrique Palavecino                  | 1948-1955     |
| Fernando Márquez Miranda            | 1955-1961     |
| Alberto Rex González                | 1961-1962     |
| Eduardo M. Cigliano (provisorio)    | 1962          |
| Alberto Rex González                | 1962-1976     |
| Eduardo M. Cigliano                 | 1976-1977     |
| Bernardo Dougherty                  | 1978-1983     |
| Rodolfo Raffino                     | 1983-1985     |
| Bernardo Dougherty                  | 1985-1991     |
| Rodolfo Raffino                     | 1991-2015     |
| Laura Miotti                        | 2015-presente |

## Colecciones

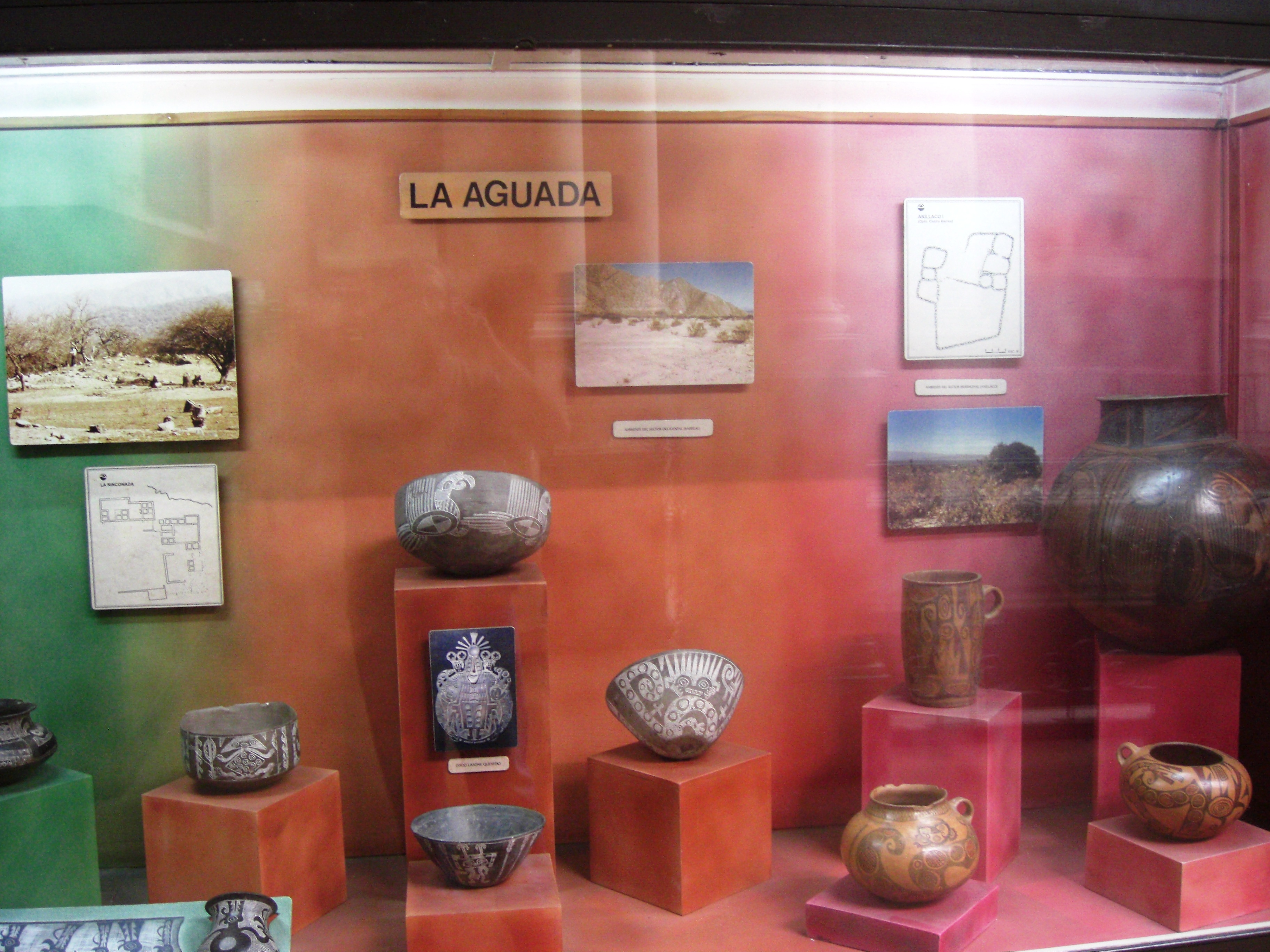
Detalle de la vitrina dedicada a la cultura La Aguada de las colecciones de la División Arqueología.

Las colecciones arqueológicas se encuentran en tres depósitos y tres salas de exhibición del Museo de La Plata en el primer piso (Arqueología Latinoamericana, Arqueología Argentina y Egipcia). Estas colecciones forman parte del acervo patrimonial de la División Arqueología es una de las más importantes de la Argentina, pero las mayores colecciones proceden de las provincias de Catamarca, Córdoba, Mendoza, San Juan, La Rioja, Santiago del Estero y Buenos Aires. Las primeras colecciones fueron donadas o adquiridas a diversas personalidades de las ciencias argentinas de fines del siglo XIX y comienzos del XX: Florentino Ameghino, Carlos Bruch, Herman ten Kate,  Samuel Lafone Quevedo,  Adolfo Methfessel, y Francisco P. Moreno, y Santiago Roth. Con el tiempo, también se sumaron otras colecciones de investigadores de la casa o compradas, como Mario Cigliano, Joaquín V. González, Alberto Rex González, Benjamín Muñiz Barreto, Rodolfo Maldonado Bruzzone, Fernando Márquez Miranda, Luis María Torres, y Milcíades Vignati, entre otros. 

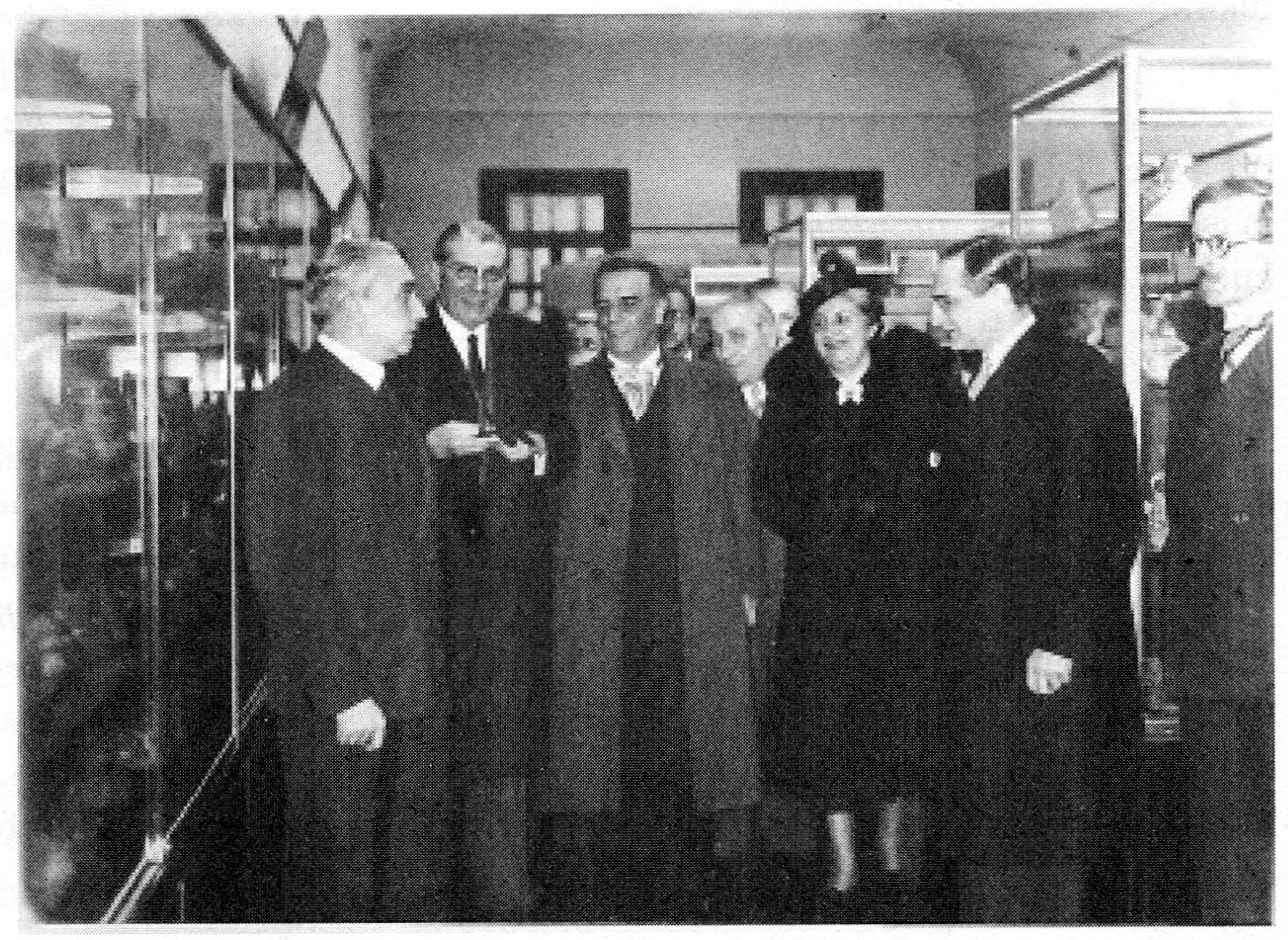
Fotografía del 10 de octubre del año 1940 con motivo de la inauguración de la Sala Peruana en el Museo de La Plata. A la izquierda, Fernando Márquez Miranda; a la derecha Joaquín Frenguelli;. Los restantes son funcionarios provinciales y el embajador de Perú.

Cuenta con aproximadamente unas 130.000 piezas que proceden no solo de Argentina, sino también de otras regiones del mundo, como el resto de América, Europa, África y Asia. En 1940 se inauguró la denominada Sala Peruana, que cuenta con una gran cantidad de piezas cerámicas provenientes de dicho país. Entre estas se registra una importante variedad, entre ellas: piezas de cerámica, de piedra, de madera, de hueso, malacológicas, de vidrio y de metales (cobre, bronce, hierro, plata, oro), así como fibras de origen vegetal y animal (textiles, cestería, cordelería, plumas). También entre estas colecciones se encuentran réplicas de yeso realizadas durante los inicios del museo a comienzos del siglo XX; así como fichas, fotografías, planos y libretas de campo que forman parte del material asociado a las colecciones.

## Investigación
Los investigadores que forman parte de la División Arqueología realizan estudios en prácticamente toda la Argentina, así como en otros países por medio de proyectos de cooperación internacional. En general, estas investigaciones pretenden poner en valor el patrimonio cultural de las sociedades del pasado de acuerdo con la ética profesional y el respeto a los pueblos originarios. Dentro de la División Arqueología también se realizan cursos, talleres, conferencias, así como participan en diversas actividades de divulgación y extensión, así como servicios a terceros.